# Tiếng Silesia
Tiếng Silesia  (tiếng Silesia: ślůnsko godka, ślůnski, đôi khi cũng viết là pů našymu) là một ngôn ngữ của những người sống ở vùng Thượng Silesia ở Ba Lan, nhưng cũng có phần ở Cộng hòa Séc và Đức. Năm 2011 có khoảng 509.000 người coi tiếng Silesia là tiếng mẹ đẻ.
Tiếng Silesia rất gần với tiếng Ba Lan, nên một số nhà ngôn ngữ học xem tiếng Silesia là một phương ngữ của tiếng Ba Lan.

## Bảng chữ cái
Hiện chưa có một bộ chữ cái duy nhất cho tiếng Silesia. Những người sử dụng tiếng Silesia thường dùng các chữ cái của tiếng Ba Lan để viết tiếng Silesia. Năm 2007 người ta đã đặt ra một bộ chữ cái mới cho tiếng Silesia, dựa trên tất cả các bộ chữ Silesia (có 10 bộ chữ như vậy). Bảng chữ cái mới này gồm 32 ký tự và 4 ký tự ghép:
Aa Bb Cc Ćć Čč Dd Ee Ff Gg Hh Ii Jj Kk Ll Mm Nn Ńń Oo Pp Rr Řř Ss Śś Šš Tt Uu Ůů Ww Yy Zz Źź Žž
Các ký tự ghép:
Ch Dz Dź Dž